# Золоте курча (мультфільм)
«Золоте курча» (рос. «Золотой цыплёнок») — український радянський анімаційний фільм 1981 року, виробництва студії «Київнаукфільм». За мотивами однойменної п'єси Володимира Орлова.

## Сюжет
Одного разу хитра Лисиця задумала вкрасти золоте яйце і курку, яка їх несе. Вона вирішила використати у своїх цілях Вовка, якому все-таки вдалося добути бажане яєчко. Сіроманець висиджував здобич, але на світ з'явилася не курочка-несучка, а півник, до якого Вовк встиг прив'язатися настільки, що згодом не побоявся захистити його від нахабної Лисиці.

## Нагороди та призи
- 1981 — ВКФ «Казка» в Москві, Приз.
- 1981 — ВКФ «Молодість-81» у Києві, Приз.[1]

## Творча група
- Автор сценарію: Володимир Орлов
- Режисер: Олена Баринова
- Художник-постановник: Наталя Чернишова
- У фільмі використано музику композиторів: В. Ільїна, Андрія Петрова
- Оператор: Анатолій Гаврилов
- Звукооператор: Віктор Груздєв
- Художники-мультиплікатори: І. Бородавко, В. Врублевський, Е. Перетятько, Наталя Марченкова, Володимир Вишегородцев
- Ролі озвучили: Клара Рум'я́нова, Борислав Брондуков, Олена Гузєєва
- Редактор: Світлана Куценко
- Директор картини: Іван Мазепа